# Clinton, Massachusetts
Clinton är en kommun i Worcester County i delstaten Massachusetts, USA.